# 15000 CCD
15000 CCD (1997 WZ16) là một tiểu hành tinh vành đai chính được phát hiện ngày 23 tháng 11 năm 1997 bởi Spacewatch ở Kitt Peak.